# Культ личности Ататюрка

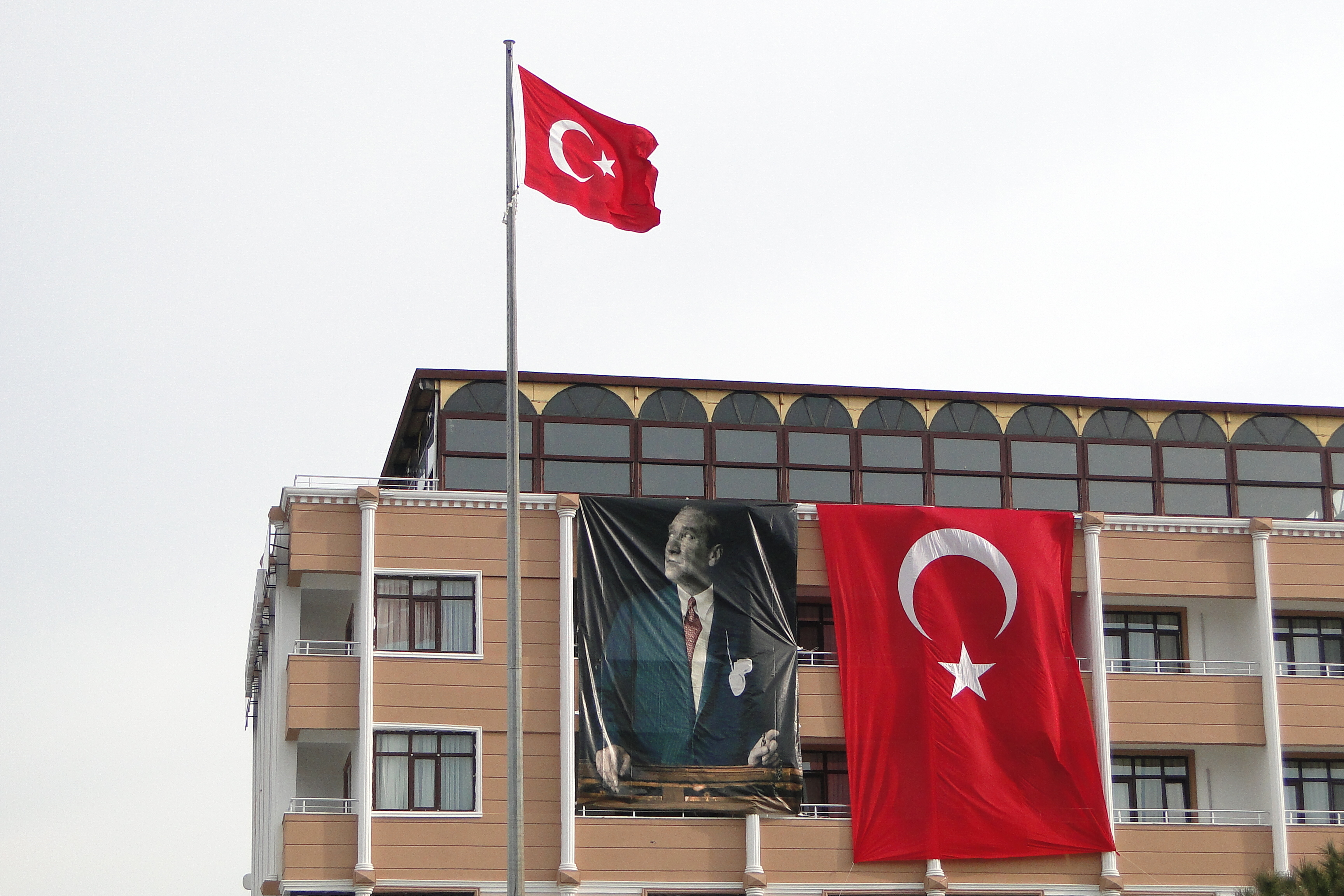
Фасад здания с турецкими флагами и изображением Ататюрка

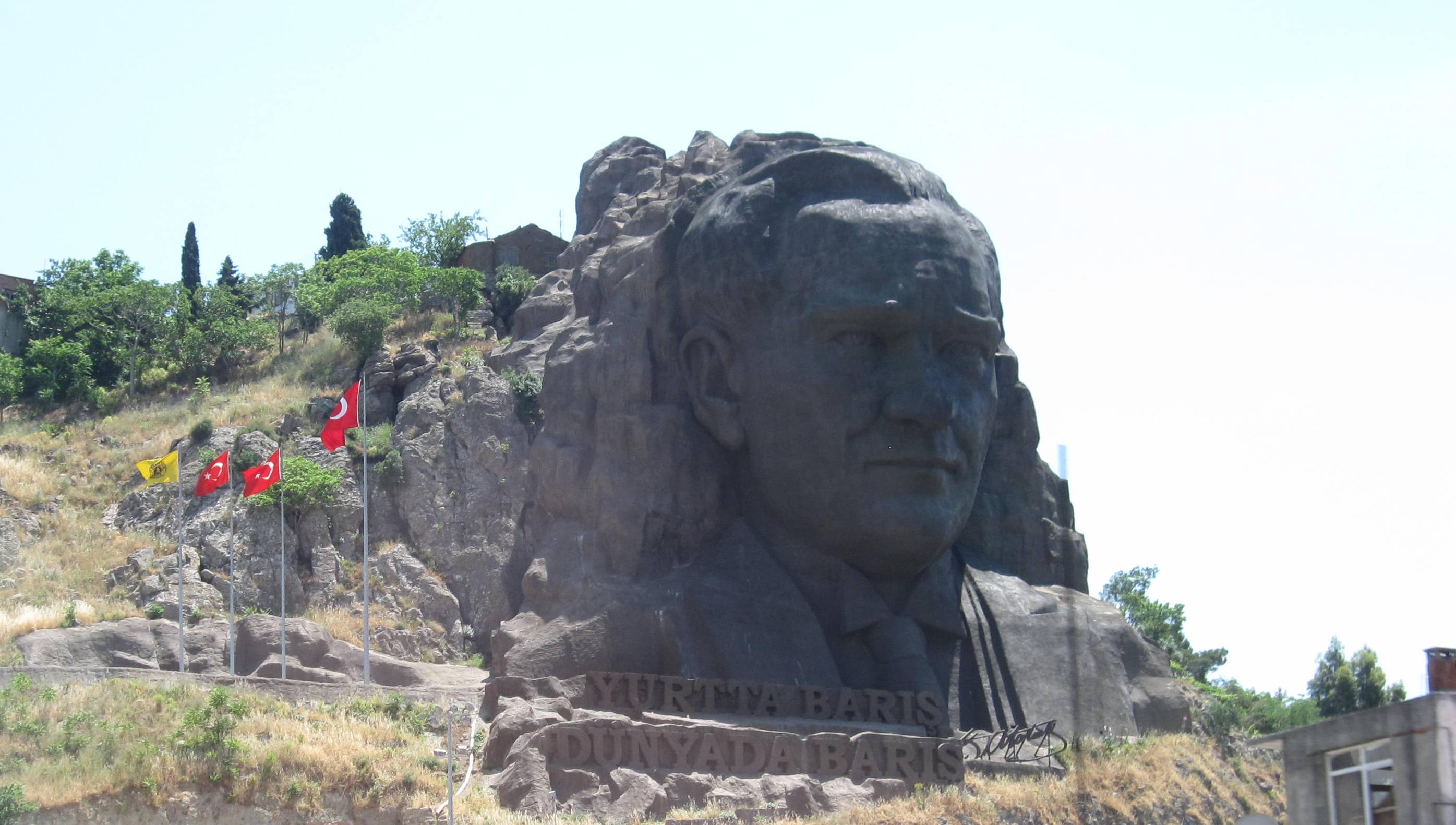
Большая скульптура Ататюрка в Измире

Культ личности Ататюрка (тур. Atatürk kişi kültü) был в основном установлен начиная с конца 1930-х годов преемниками Мустафы Кемаля Ататюрка, после его смерти в 1938 году. Он поддерживался членами как правящей Республиканской народной партии, так и представителями оппозиционных партий. Некоторые элементы культа личности присутствовали и при жизни президента с целью того, чтобы популяризировать и закрепить его социальные и политические реформы, включая введение республики, секуляризма, политических и гражданских прав женщин, а также реформу языка и алфавита. Культ Ататюрка был описан как «самый продолжительный культ личности в мире».

## Обзор
После унизительного поражения и разделения Османской империи союзниками после Первой мировой войны Мустафа Кемаль провёл свою страну через Войну за независимость против Греции, Армении, Франции, Великобритании и других стран-интервентов. Под его руководством в 1923 году была провозглашена Турецкая Республика. Великое Национальное Собрание Турции в 1934 году присвоило ему имя Ататюрк («Отец турок»). Среди его других титулов ― Великий Лидер, Вечный Командующий, Главный Учитель и Вечный Вождь.

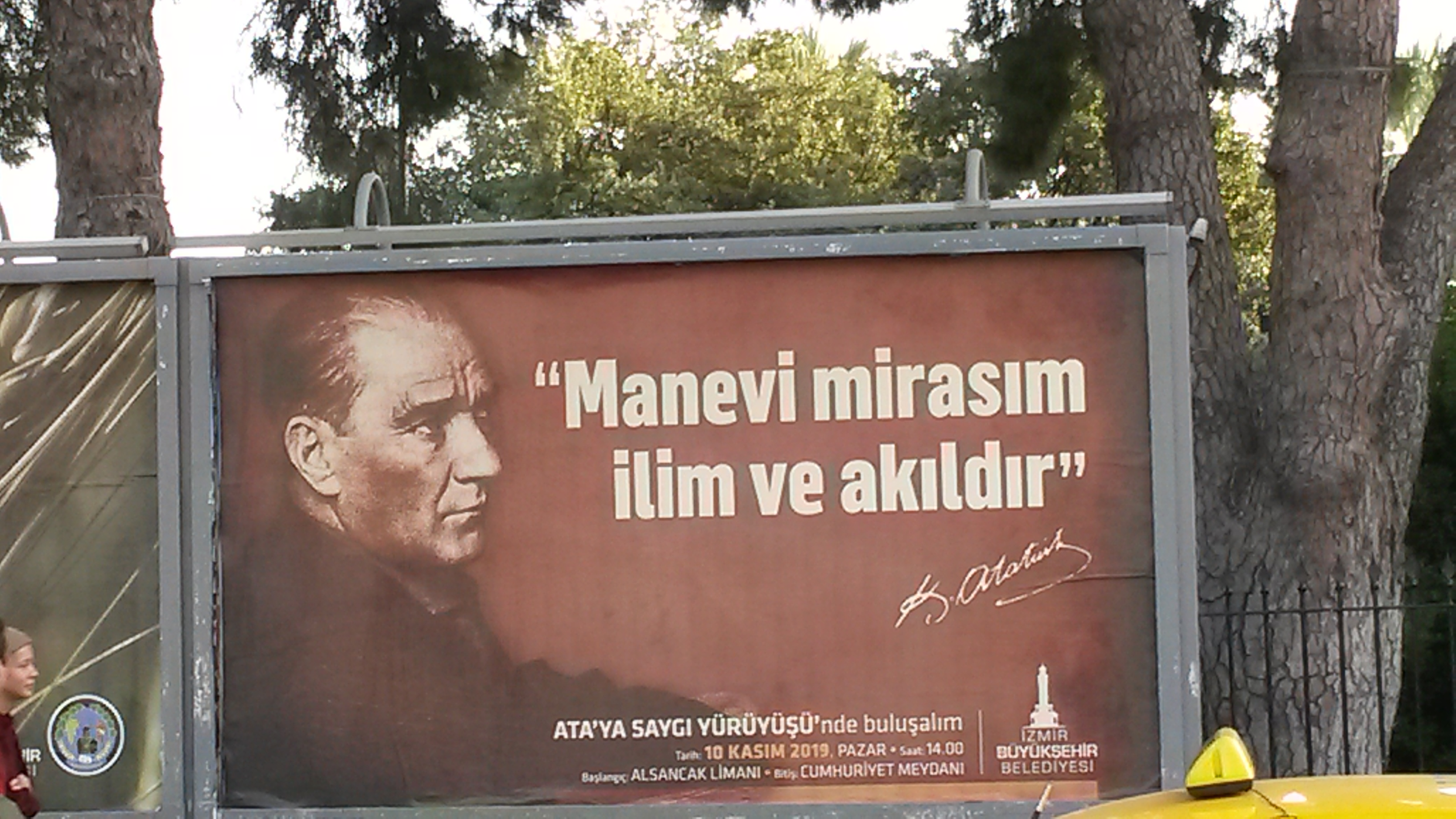
Многие турки посещают марши и митинги памяти Ататюрка 10 ноября, в день его смерти. Его знаменитое высказыванием написано на этом рекламном щите: «Мое моральное наследие ― это наука и разум».

Память Ататюрка остается важной частью турецкого политического дискурса в XXI веке. Почти в каждом городе Турции есть улицы, названные в его честь, и его статуи обычно можно найти на городских площадях, в школах и государственных учреждениях, которые также зачастую украшены его портретом. Фраза Ne mutlu Türküm diyene («Насколько счастлив тот, кто говорит: „Я турок“»), которую Ататюрк использовал в своей речи на 10-й годовщине Республики в 1933 году, широко цитируется в Турции.
Культ личности Ататюрка иногда сравнивают с культом авторитарных правителей центральноазиатских стран, таких как Нурсултан Назарбаев и Сапармурат Ниязов, но он значительно отличается в свете демократических и прогрессивных реформ Ататюрка в Турции, а также потому, что большинство статуй и памятников его возвели после его смерти. Например, до 1950-х годов на турецкой валюте появлялся только образ действующего президента Турции, но премьер-министр Аднан Мендерес (1950—1960) политическим ударом по президенту Исмету Иненю принял закон о восстановлении изображения покойного Ататюрка на валюте. Правительство Мендереса, хотя и выступало против Республиканской народной партии Ататюрка (которая была оппозиционной партией в парламенте правительства Демократической партии Мендереса), продолжало использовать популярность Ататюрка среди граждан Турции, переместив его тело в «грандиозный» мавзолей через 15 лет после его смерти в 1953 году. Кроме того, в 1951 году был принят закон, предусматривающий уголовную ответственность за оскорбление «памяти Ататюрка».
The Economist писал в 2012 году, что культ личности «покрывает страну бюстами и портретами великого человека» и что его «взрастили турецкие генералы, которые использовали его имя, чтобы свергнуть четыре правительства, повесить премьер-министра и напасть на врагов республики» Согласно британскому еженедельнику, "жёсткие исламисты презирают Ататюрка за то, что он упразднил Халифат в 1924 году и вычеркнул благочестие из публичного пространства. Среди них ходят слухи, что он был бабником, пьяницей, даже крипто-евреем.